# Hansaviertel (Rostock)
Das Hansaviertel ist ein Ortsteil der Hansestadt Rostock.

## Lage
Der Ortsteil Hansaviertel liegt westlich der Rostocker Innenstadt. Im Osten wird er durch die Bahnstrecke nach Warnemünde von der Kröpeliner-Tor-Vorstadt getrennt, im Süden durch die Bahnstrecke nach Wismar von der Südstadt. Im Westen und Nordwesten schließen sich die Ortsteile Gartenstadt und Reutershagen an.

## Geschichte
Mit der Bebauung des Gebietes wurde Anfang des 20. Jahrhunderts begonnen. Zunächst entstand das Universitätsklinikum mit angrenzendem Villenviertel. In den 1920er und 1930er Jahren kamen dann größere Wohnblocks nördlich davon und die Bebauung südlich der Parkstraße dazu.
Der Name Hansaviertel stammt von einem im nördlichen Teil des Ortsteils gelegenen Wohngebiet um die Bremer Straße, dessen Straßen nach Hansestädten benannt wurden. Außerdem besteht der Ortsteil aus dem Klinikviertel um die Universitätskliniken im Gebiet Schillingallee, Strempelstraße, Ernst-Heydemann-Straße und Rembrandtstraße, dem Thünenviertel um die Virchowstraße und dem Viertel um Bei der Tweel mit der denkmalgeschützten Kosegartensiedlung. Im Ortsteil liegen das Sportforum mit dem Ostseestadion, der Eishalle, der Neptun-Schwimmhalle, dem Volksstadion und weiteren Sportplätzen sowie Teile des Naherholungsgebiets Barnstorfer Wald.
Heute ist das Hansaviertel aufgrund der Nähe zur Innenstadt und den Grünanlagen ein beliebtes Wohnviertel in Rostock.

## Sehenswürdigkeiten und Veranstaltungsorte
- Die evangelische Johanniskirche an der Tiergartenallee wurde 1949/50 nach Plänen von Otto Bartning gebaut.
- Im Botanischen Garten von 1935/39 an der Hamburger Straße befinden sich rund 10.000 Pflanzenarten.
- Der Barnstorfer Wald ist ein Naherholungsgebiet und 156 Hektar groß.
- Die Kosegartensiedlung ist eine denkmalgeschützte Siedlung von 1928/30, die im Stil des Neuen Bauens entstand.
- Das Ostseestadion mit 29.000 Plätzen ist die Spielstätte vom F.C. Hansa Rostock.
- Das Volksstadion Rostock von 1923/28 ist ein Fußballstadion mit 8000 Plätzen.
- Die Eishalle Rostock an der Schillingallee ist Spielstätte des Rostocker EC.
- Der Verkehrsgarten Rostock liegt im Barnstorfer Wald und ist ein Übungsplatz, auf dem Kinder das verkehrsgerechte Fahrradfahren erlernen können.
- Die Universitätsmedizin Rostock hat ihre Standorte an der Schillingallee und der Doberaner Straße sowie in Gehlsdorf und in der Südstadt.

Denkmale
Siehe dazu die Liste der Baudenkmale in Rostock und die Liste der Denkmäler, Brunnen und Skulpturen in Rostock.

## Verkehr
Die Ostgrenze des Hansaviertels bildet die Trasse der S-Bahn Rostock. Der Norden des Ortsteils ist vom Haltepunkt Holbeinplatz, die Mitte und der Süden vom Haltepunkt Parkstraße zu erreichen. Die wichtigsten Straßenverbindungen in Richtung Innenstadt verlaufen im Norden vom Holbeinplatz über die Lübecker Straße (mit den Straßenbahnlinien 1, 2 und 5) und im Süden über die Parkstraße mit den Straßenbahnlinien 3 und 6. Dort verkehren auch die Buslinien 25, 27 und 39, mit denen fast der gesamte Ortsteil erschlossen wird.